# Vân Quang Long
Vân Quang Long (26 tháng 9 năm 1979 – 29 tháng 12 năm 2020) tên thật là Lê Quang Hiển, là một nam ca sĩ người Việt Nam. Anh từng là thành viên của nhóm nhạc nam 1088, sau đó trở thành ca sĩ hát đơn độc quyền của Kim Lợi Studio và có sự nghiệp solo thành công với nhiều bản hit đình đám trong những năm 2000. Trong đó hai bản Chiếc lá mùa đông và Bởi tin lời thề là những ca khúc ghi dấu ấn đậm nét trong sự nghiệp âm nhạc của anh.

## Tiểu sử
Vân Quang Long tên thật là Lê Quang Hiển, sinh vào ngày 26 tháng 9 năm 1979 tại thành phố Sa Đéc, tỉnh Đồng Tháp. Anh sinh ra và lớn lên trong gia đình trung lưu có truyền thống làm nhà giáo, có bố từng làm thầy giáo dạy Anh Văn, nguyên giám đốc Trung tâm giáo dục thành phố Sa Đéc (tên Lê Quang Hiếu sinh năm 1951), mẹ là nhà giáo Ưu tú, giáo viên dạy môn Sinh học (tên Nhâm Thị Tư sinh năm 1954) tại trường trung học phổ thông chuyên Nguyễn Đình Chiểu tại thành phố Sa Đéc, nên từ nhỏ anh đã được ba mẹ rèn luyện rất kỹ, anh từng nằm trong đội tuyển học sinh giỏi chuyên Anh của trường Trung học phổ thông chuyên Nguyễn Đình Chiểu tại Thành phố Sa Đéc. Anh là người con duy nhất trong gia đình nên từ nhỏ được ba mẹ nhất mực yêu thương và dành nhiều tình cảm. Từ nhỏ, anh đã sớm bộc lộ năng khiếu âm nhạc nên thường nghêu ngao hát những ca khúc thiếu nhi.
Nhận thấy con trai có tố chất thông minh vượt trội nên Vân Quang Long được ba mẹ cho đi học sớm hơn các bạn cùng trang lứa, 5 tuổi đã được gia đình cho vào học cấp 1. Bước ngoặc vào năm lớp 5, anh đại diện cho lớp biểu diễn bài "Bụi phấn" tặng thầy cô nhân ngày 20/11, từ đó trở thành gương mặt quen thuộc trong các phong trào văn nghệ của trường, lớp và được ba mẹ cho học các lớp năng khiếu về nhạc.
Năm 1996, 17 tuổi, tốt nghiệp cấp 3, Vân Quang Long thi đỗ vào hai trường Đại học Khoa học xã hội và nhân văn Thành phố Hồ Chí Minh (khoa Đông Phương học - Tiếng Nhật) và trường Đại học dân lập Hùng Vương (khoa Tiếng Anh). Trong khoảng thời gian đi học, Vân Quang Long đã xin làm một số công việc nhưː gia sư, tiếp thị lịch, làm bồi bàn cho nhà hàng Nhật, sau đó được ông chủ cho lên làm Bartender (pha chế rượu)... Thời gian này, Vân Quang Long cũng được học thêm nhạc dưới sự chỉ dẫn nhạc lý của các thầy Hoài Nam, Duy Tâm, Hồng Thái... và cũng thường tham gia các phong trào văn nghệ của sinh viên học sinh, song chưa bao giờ nghĩ rằng sẽ theo đuổi con đường ca hát chuyên nghiệp. Mặc dù vậy với niềm đam mê ca hát, anh cũng lén gia đình tham gia một số kỳ thi ca hát và đạt được nhiều thành tích cao bao gồmː Giải nhất tiếng hát sinh viên toàn thành phố, Giải ba tiếng hát phát thanh thành phố Hồ Chí Minh, Giải ba Tiếng hát truyền hình các tỉnh đồng bằng sông Cửu Long....
Do yêu thích giọng hát của Vân Quang Long, nhiều thầy cô trong trường khuyên anh theo đuổi con đường chuyên nghiệp và giới thiệu anh tới một số tụ điểm ca nhạc tại thành phố và hằng đêm anh đạp xe đi diễn ở một số tụ điểm với cát xê khoảng sáu bảy chục ngàn mỗi đêm.

## Sự nghiệp

### Giai đoạn 2000-2002: trở thành thành viên của nhóm nhạc 1088
Ban đầu khi mới đi hát, cặp vợ chồng ca sĩ nổi tiếng Cẩm Vân - Khắc Triệu tình cờ đi hát tại một tụ điểm ca nhạc của thành phố và nhận thấy chất giọng của Vân Quang Long rất trong, sáng và đầy triển vọng nên đã có lời động viên khuyến khích anh nên theo nghề chuyên nghiệp. Sau đó, khi đi hát được vài tháng, bước ngoặc của cuộc đời Vân Quang Long diễn ra khi anh đang biểu diễn tại sân khấu Vọng Các, Long Phụng, anh đã may mắn gặp được cố nhạc sĩ Đỗ Quang và được mời tham gia nhóm nhạc 1088.Sau đó anh chấm dứt việc học dở dang vì quy định làm thành viên nhóm nhạc phải ở hẳn trong công ty và kết hợp với 4 thành viên khác của nhóm làː Ưng Hoàng Phúc, Điền Thái Toàn, Nhất Thiên Bảo và Nhật Tinh Anh, đổi nghệ danh thành Vân Quang Long do ông bầu Đỗ Quang đặt.
Ban đầu Vân Quang Long vấp phải sự phản đối của gia đình khi gia nhập nhóm, nhưng cuối cùng ba mẹ đã tôn trọng sự lựa chọn của anh, đồng ý cho anh gia nhập làng giải trí để trở thành ca sĩ chuyên nghiệp. Ra mắt năm 2000, chỉ hoạt động hai năm nhưng 1088 đã tạo nên một cơn sốt của làng nhạc Việt lúc bấy giờ và trở thành một trong những ban nhạc nổi tiếng nhất thập niên. 1088 hát những bản nhạc tình yêu giai điệu nhẹ nhàng, dễ nghe như Gửi tình theo gió, Muộn màng khi em ra đi, Anh nhớ em nhiều, Năm anh em trên một chiếc xe tăng (bản remix)........ Riêng Vân Quang Long là thành viên chủ chốt của ban nhạc và "thu hút fan" nhờ giọng hát trầm ấm, biết chơi đàn và sáng tác, cùng ngoại hình nổi bật và nụ cười hiền với chiếc răng khểnh đáng yêu. Cùng với các thành viên, nhóm đã đạt được những thành tựu nổi bật trở thành thần tượng giải trẻ, và lần lượt đạt được nhiều giải thưởng nghệ thuật nhưː Mai Vàng, Làn sóng xanh, Câu lạc bộ bạn trẻ Chiều Thứ Năm (Nhà hát Bến Thành), Chiều Thứ bảy (Nhà văn hóa Thanh Niên), giải Ấn tượng (báo Mực Tím)... Tất cả những ca khúc và album của 1088 được tung ra đều mau chóng trở thành hit đại chúng trong giai đoạn 2 năm tồn tại của nhóm. Năm 2002, 1088 chính thức tan rã các thành viên phải tự tìm hướng đi mới cho mình.

### Giai đoạn 2002-2008ː bước lên đỉnh cao khi tách ra solo

#### Sự nghiệp ca sĩ solo thành công
Sau khi rời khỏi nhóm 1088, sự nghiệp của Vân Quang Long tiếp tục thăng hoa và đạt được nhiều thành tựu ở độ tuổi còn rất trẻ. Năm 2002, lúc chưa hết hạn hợp đồng với Công ty giải trí Cánh Chim Việt (quản lý 1088), Vân Quang Long đã bỏ tiền làm album riêng. Album đầu tay mang tên "Xót xa" tập hợp 11 ca khúc, vừa do chính anh sáng tác, vừa do anh đặt lời Việt. Toàn bộ album mang một sắc thái trầm buồn, đậm chất hoài niệm về tình thân gia đình, tình yêu lứa đôi và tình bè bạn. Album do Vân Quang Long và Lê Quang Thanh Tâm biên tập - thực hiện, Lạc Hồng Audio - Video phát hành năm 2002, album không quá thành công vì thiếu hấp dẫn, quảng bá kém. Song song thời gian đó, anh cũng thi đỗ vào Nhạc Viện Thành phố Hồ Chí Minh khoa "Thanh Nhạc" ở vị trí top 5.
Sau đó, vận may đã mỉm cười với Vân Quang Long khi được Kim Lợi Studio ký độc quyền làm ca sĩ cho công ty vào năm 2003. Ở đây anh có một môi trường làm việc tốt nên công việc khá suôn sẻ và thuận lợi. Vân Quang Long cũng có cơ hội được hát nhiều hơn, sáng tạo nhiều hơn. Vân Quang Long đã ở trong phòng thu suốt 6 tháng để chuẩn bị cho album thứ hai "Thư cuối - Thôi ta chia tay", gồm tám bài hát bao gồm: Chỉ một mình anh thôi, Em đâu nào hay, Mưa mùa đông, Ngày mai mưa thôi rơi, Ngỡ như tìm thấy em, Thôi ta chia tay, Thư cuối, Tình như chiếc lá. Album này được Kim Lợi thực hiện một cách chuyên nghiệp từ thiết kế ấn tượng đến cách chọn lọc bài vở cũng hết sức tinh tế, album còn có sự tham gia của nữ ca sĩ Cẩm Ly. Cùng năm đó, album ra mắt cùng năm,được đón nhận nồng nhiệt, bán được hơn 5.000 bản - trở thành hiện tượng của làng nhạc Việt lúc bấy giờ. Ngoài "Thư cuối - Thôi ta chia tay", trong thời gian làm việc tại Kim Lợi Studio, từ năm 2003-2008, anh đã cho ra mắt thêm nhiều album và đều đạt được những thành công rực rỡ bao gồmː Bởi Tin Lời Thề -Bé Mắt Nhung, Nhật Ký Cho Ai, Cơn Mưa Đêm - Hãy Nói Một Lời, Em Có Nhớ Anh Không, Chiếc Lá Mùa Đông, Chuyện Một Người Điên...
Các ca khúc của Vân Quang Long chủ yếu khai thác chủ đề tình yêu tan vỡ với giai điệu nhẹ nhàng. Chẳng hạn như: "Thư cuối", "Chiếc lá mùa đông" khắc họa nỗi đau của chàng trai hoài niệm về tình yêu đã qua. "Bởi tin lời thề" là tiếng lòng chua chát của người đàn ông khi trót tin vào lời hẹn ước trong tình yêu... Nhiều khán giả cảm thấy đồng cảm, nhìn thấy mình trong những lời ca của anh.
Ngoài vai trò là ca sĩ, Vân Quang Long còn thể hiện tài năng trong vai trò sáng tác vô cùng đa dạng với các ca khúc do chính anh sáng tác bao gồm: Tình như chiếc lá, Em có nhớ anh không, Nhật ký cho ai, Trái tim biết khóc, Đi tìm lời ru của mẹ, Tình vẫn không phai...đều được khán giả đón nhận nồng nhiệt.

#### Người tình âm nhạc Cẩm Ly
Ngoài sự nghiệp hát solo thành công, sự nghiệp đỉnh cao của Vân Quang Long trong giai đoạn làm việc tại Kim Lợi Studio là sự kết hợp thành công với nữ ca sĩ đàn chị Cẩm Ly. Khi kết hợp Cẩm Ly, Vân Quang Long vẫn duy trì phong cách âm nhạc quen thuộc bằng cách tự viết lời cho nhiều bản nhạc Hoa. Một số ca khúc làm nên tên tuổi của bộ đôi âm nhạc này bao gồm: Nợ duyên, Anh cố quên em, Phút biệt ly, Ngày mai mưa thôi rơi, Tình ngàn năm, Lời cuối cho tình yêu...Trong đó, Tình ngàn năm thể hiện tình cảm sâu sắc của đôi tình nhân dù cách biệt âm dương. Anh cố quên em lại là khúc ca đau đớn của đôi trai gái khi chia tay, mỗi người một nơi.Ca khúc Nợ duyên ra mắt năm 2004, là ca khúc hiếm hoi về tình yêu mang giai điệu tươi vui trong sự nghiệp của Vân Quang Long, bài hát là lời đối đáp tinh nghịch của chàng trai, cô gái tuổi học trò.
Chất giọng trong trẻo của Cẩm Ly hòa quyện nét ấm áp của Vân Quang Long khiến cả hai trở thành trở thành cặp song ca được khán giả yêu mến.. Hai người đã cùng nhau phát hành single: "Màu xanh trẻ thơ" (2003), và hai album song ca bao gồm: "Anh cố quên em – Giọt nước mắt muộn màng" (2004) và "Trái tim màu vàng" (2004), và hỗ trợ lẫn nhau trong các dự án album riêng.
Sau này, dù không hát chung, nhưng cả hai luôn giữ mối quan hệ thân thiết, luôn ủng hộ nhau. Trong liveshow "Hắc - bạch công tử" năm 2012 của Vân Quang Long, Cẩm Ly tới ủng hộ. Năm 2015, Cẩm Ly tổ chức liveshow "Tự tình quê hương 5", Vân Quang Long góp mặt và song ca Anh cố quên em, Lời cuối cho tình yêu.

### Giai đoạn 2008-2011: chuyển hướng hát dân ca
Năm 2008, anh hết hạn hợp đồng với hãng Kim Lợi Studio, vì một số lý do gia đình, nên Vân Quang Long không thể ký tiếp với hãng, và chuyển hướng sang hoạt động như một ca sĩ tự do đánh vào thị trường miền tây, trở thành ông vua của thị trường này. Thời gian này, anh bắt đầu thay đổi phong cách âm nhạc và thử sức với thể loại dân ca trữ tình và ghi dấu ấn với một số ca khúc như: Gà trống nuôi con, Mục mồng tơi, Đau xót lý con cua, Huyền thoại nàng tiên cá, Con cá rô đồng...và ra mắt một số album khác như: Đời bắt tép nuôi cò, Người ơi anh mong em, Thế giới không hoàn hảo, Tình yêu và lý trí, Bởi tin lời thề 2, Bởi tin lời thề 3... Khoảng thời gian này anh cũng bận rộn với các show diễn trong nước và nước ngoài cùng với các đồng nghiệp nổi tiếng khác.

### Giai đoạn 2012-2015: đột nhiên biến mất trên sự nghiệp đỉnh cao
Khi đang ở sự nghiệp đỉnh cao, thì Vân Quang Long đột ngột xin rút khỏi thị trường âm nhạc, điều này gây hoang mang không ít đối với những khán giả yêu mến và thần tượng anh. Một quãng thời gian dài, khán giả ít thấy Vân Quang Long xuất hiện trên các phương tiện truyền thông cũng như các sân khấu ca nhạc lớn. Anh dồn sức tập trung cho công việc kinh doanh và chăm sóc gia đình. Lý giải cho nguyên nhân này thì Vân Quang Long cho rằng nghệ sĩ lên đến đỉnh cao nên biết dừng lại đúng lúc. Tuy nhiên theo một số nguồn tin cho hay, từ năm 2010, anh bị bệnh dãn dây thanh quản, ảnh hưởng đến giọng hát và công việc ca hát. Đến 2012-2013, thì giọng anh bị biến đổi, do giọng bị khàn, khó hát nốt cao, anh hạn chế đi diễn.
Sự kiện lớn duy nhất Vân Quang Long tham dự trong giai đoạn này là khi tổ chức liveshow Hắc - bạch công tử cùng với ca sĩ Lâm Vũ vào năm 2012 để kỷ niệm 15 năm tình bạn giữa hai người, phần hát của anh được sắp xếp ít hơn do giọng hát không còn như trước. Tuy vậy, anh vẫn thể hiện hết mình, biến hóa với nhiều phong cách, khán giả vẫn luôn yêu quý năng lượng, sự tỏa sáng của anh trên sân khấu.

### Giai đoạn 2015-2017: trở lại với các show truyền hình thực tế
Sau một thời gian dài vắng bóng trên các sân khấu ca nhạc lớn, thì năm 2015 Vân Quang Long trở lại trong vai trò khách mời của show truyền hình thực tế "Lữ khách 24h" (của đài HTV7). Sau đó, năm 2016, anh cũng góp mặt cùng với cô con gái đầu Lê Trác Kỳ trong show "Cha con cùng hợp sức" (HTV7), gameshow "Một trăm triệu một phút" (VTV3) cùng với hai đồng nghiệp là ca sĩ Long Nhật và ca sĩ Ưng Hoàng Phúc. Cùng năm đó, anh cũng tham gia một show dành cho nghệ sĩ với tư cách thí sinh trong show "Ngôi sao phương nam"của đài truyền hình Vĩnh Long, mặc dù giọng hát không còn được như trước do bị bệnh về thanh quản nhưng những nỗ lực của Vân Quang Long trong cuộc thi này khiến nhiều người không khỏi nể phục. Cụ thể là, dù bị tai nạn giao thông trong quá trình dự thi, nhưng Vân Quang Long vẫn cố gắng đến trường quay, hoàn thành tốt phần thi của mình với ca khúc Bản hùng ca chim lạc (Lê Quang) dưới sự hỗ trợ của ca sĩ Khánh Hoàng.
Lần cuối cùng khán giả có thể thấy anh xuất hiện trong một chương trình truyền hình là vào năm 2017, khi Vân Quang Long trở thành khách mời của show truyền hình "Ca Sĩ Giấu Mặt". Ngồi ghế khách mời show "Ca Sĩ Giấu Mặt" năm 2017, Vân Quang Long cho biết anh được mời làm ca sĩ chính của chương trình nhưng phải từ chối bởi giọng hát không còn được như trước.

### Giai đoạn cuối 2017 – cuối 2020: định cư tại Mỹ, vất vả mưu sinh những ngày cuối đời
Cuối năm 2017, Vân Quang Long sang Mỹ định cư. Cố ca sĩ tập trung vào công việc kinh doanh nhà hàng, bất động sản. Thi thoảng, anh đi hát để vơi nỗi nhớ nghề. Năm 2020 vì dịch, anh phải làm lụng nhiều việc chân tay, phần để mưu sinh, phần để tích cóp thực hiện ước mơ đón vợ và các con sang Mỹ.

## Điện ảnh
Trong sự nghiệp của mình, Vân Quang Long đã từng bén duyên với điện ảnh và được nhiều người yêu mến bởi nét diễn mộc mạc qua vai Thoại trong bộ phim "Về quê" của đạo diễn Trần Cảnh Đôn, sản xuất năm 2013, dài 32 tập.
Giữa Vân Quang Long và nhân vật Thoại của "Về Quê" có nhiều điểm tương đồng như cùng xuất thân từ Đồng Tháp, tính tình cởi mở, chất phác, nói ít làm nhiều. Do đó diễn xuất của anh khá tự nhiên và chân thật.
Đạo diễn Trần Cảnh Đôn chia sẻ về quá trình làm việc với Vân Quang Long trong phim "Về quê" rằng Vân Quang Long mộc mạc, đơn giản, rất hợp vai Thoại nên ê-kíp quyết định lựa chọn anh, sau khi phim lên sóng, diễn xuất của Vân Quang Long rất tốt, chinh phục được người xem mặc dù mới lần đầu diễn xuất. Trong quá trình quay phim, Vân Quang Long không có thái độ ngôi sao và luôn cố gắng và hòa đồng với các thành viên trong đoàn.

## Đời tư
Vân Quang Long là người khá kín tiếng về đời sống tình cảm. Nam ca sĩ từng lập gia đình và có 2 con: một con gái tên Lê Trác Kỳ (sinh năm 2007) và một con trai tên Lê Trác Hy (sinh năm 2012). Vợ cũ của anh tên Ái Vân (sinh năm 1982), là nha sĩ nổi tiếng tại Thành phố Hồ Chí Minh. Hai người là bạn thanh mai trúc mã của nhau và đã trải qua suốt thời niên thiếu và thanh xuân bên nhau. Vân Quang Long quen Ái Vân khi cô học lớp 8 còn anh lớp 11, hai người cùng chung đội tuyển học sinh giỏi trường chuyên Trung học phổ thông Nguyễn Đình Chiểu, cô cũng là học trò của mẹ anh. Năm 2002, họ quyết định đăng ký kết hôn ở độ tuổi còn rất trẻ, nhưng tại thời điểm đó anh đang trên đỉnh cao sự nghiệp, nên hai người thống nhất chỉ đăng ký kết hôn trong âm thầm chứ không thông báo rộng rãi. Tuy nhiên, cuộc hôn nhân của họ đã gặp trắc trở sau 13 năm sống chung. Năm 2015, cả hai chính thức ly hôn, sau đó 1 năm anh có vợ 2 tên Linh Lan (sinh năm 1989), có nghề nghiệp người mẫu, họ có một con gái chung (sinh năm 2018) tên là Helen.

## Tính cách
Vân Quang Long lúc sinh thời có tính cách cởi mở, hòa đồng, hiền lành, thân thiện với mọi người nên được bạn bè cũng như các đồng nghiệp rất yêu mến, anh có rất nhiều bạn bè trong và ngoài giới giải trí. Ca sĩ Nhật Tinh Anh, cựu thành viên của nhóm 1088 nhận xét Vân Quang Long là người rất vui tính, là cây hài trong nhóm, lúc nào cũng làm cho mọi người vui cười. Ca sĩ Cẩm Ly thì yêu mến anh ở tính tình hiền lành, chịu khó làm việc, tuân thủ nghiêm ngặt các đường hướng của công ty đề ra.

## Qua đời

### Đột ngột qua đời
Rạng sáng ngày 29 tháng 12 năm 2020 (12 giờ 30 phút trưa giờ địa phương) tức 13 giờ 30 phút chiều (giờ Việt Nam), cả showbiz Việt đã chấn động vì thông tin ca sĩ Vân Quang Long đã đột ngột qua đời tại nhà cậu ruột tại thành phố St. Louis thuộc bang Missouri, Mỹ, hưởng dương 41 tuổi sau khi từ New York bay sang Missouri thăm cậu ruột. Trước đó, anh đến nhà bạn ăn uống cho đến khi trở về nhà cậu vào lúc 22h. Vào nhà, anh quyết định đi tắm rồi nghỉ ngơi. Nhưng chưa kịp đi tắm, thì mợ anh phát hiện anh nằm bất động trên giường, người tím tái hết cả. Sau đó, người nhà đã kêu người đến sơ cứu, sau một hồi, bác sĩ thông báo anh đã qua đời không cứu được nữa, sau đó chuyển sang bên pháp y tiến hành khám nghiệm.
Nhiều đồng nghiệp bạn bè trong giới giải trí trong và ngoài nước đã vô cùng bàng hoàng và bày tỏ sự tiếc thương vô hạn về cái chết đột ngột của anh. Sau khi cố ca sĩ qua đời ngày 29/12, khắp mạng xã hội, nhiều khán giả chia sẻ lại các ca khúc của anh và đây là thông tin khiến cho các fan của anh vô cùng thương tiếc.
Theo lẽ thường, sau lễ viếng và lễ truy điệu thì linh cữu Vân Quang Long sẽ được đưa về Việt Nam, nhưng do tình hình dịch bệnh COVID-19 nên gia đình quyết định phải hỏa táng linh cữu nam ca sĩ tại Mỹ. Chính vì thế, người thân của nam ca sĩ tại Việt Nam đã tổ chức buổi lễ thọ tang và tưởng niệm cho anh vào 9 giờ 30 phút ngày 1/1/2021 tại chùa Giác Ngộ, quận 10, thành phố Hồ Chí Minh. Lễ viếng diễn ra từ 10 giờ 45 phút đến 13 giờ cùng ngày với sự tham gia của nhiều nghệ sĩ đồng nghiệp thân thiết của Vân Quang Long tại Việt Nam như: ca sĩ Cẩm Ly, ca sĩ Lam Trường, vợ chồng ca sĩ Ưng Hoàng Phúc, siêu mẫu Kim Cương, nghệ sĩ hài Việt Hương, nghệ sĩ hài Tấn Beo, ca sĩ Lý Hải, ca sĩ Quách Tuấn Du... Chương trình tang lễ được phát trực tiếp trên trang Facebook của ca sĩ Ưng Hoàng Phúc.
Lễ tang của Vân Quang Long được tổ chức chính thức tại Mỹ trong hai ngày 2 & 3/1/2021 (giờ địa phương). Linh cữu của Vân Quang Long được mang đi hỏa táng vào trưa ngày 4/1/2021. Theo đó, lễ nhập quan và phát tang theo giờ địa phương sẽ diễn ra lần lượt vào 11 giờ đến 21 giờ ngày 2/1, 9 giờ đến 21 giờ ngày 3/1/2021, 9h đến 12h ngày 4/1. Sau đó, lễ hoả táng được diễn ra lúc 12 giờ 45 phút ngày 4/1. Địa điểm diễn ra tang lễ cố nghệ sĩ Vân Quang Long là tại nhà quàn Kutis Funeral Home, thành phố St. Louis, Mỹ. Chương trình tang lễ được phát trực tiếp trên trang youtube của nghệ sĩ hài Nhật Cường và kênh Người Việt Houston được nhiều đồng nghiệp và fan hâm mộ khắp nơi theo dõi. Lễ tang có sự tham dự của nhiều nghệ sĩ đồng nghiệp thân thiết ở hải ngoại như: ca sĩ Hàn Thái Tú, ca sĩ Phạm Thanh Thảo, ca sĩ Lưu Gia Bảo, nghệ sĩ hài Nhật Cường, ca sĩ Phương Trang, Mai Quốc Huy…. cùng bạn bè và cậu mợ của Vân Quang Long tại Mỹ. Do tình hình dịch diễn ra phức tạp nên tang lễ chỉ cho phép được diễn ra không từ 30 người trở lên, lễ tang diễn ra trong nước mắt và hình ảnh cố ca sĩ nằm trong quan tài với chiếc micro gây xúc động cho cộng đồng mạng.
Sau đó đến ngày 20/1/2021, tro cốt của cố ca sĩ Vân Quang Long đã về tới Việt Nam đặt an vị ở vị trí gia đình sắp xếp tại ngôi chùa tại quê hương Đồng Tháp. Đến đưa tiễn nghệ sĩ lần cuối còn có ca sĩ Lý Hải, ca sĩ Phạm Trưởng và nhiều khán giả ở Đồng Tháp. Phần mộ của anh được đặt cạnh nơi an nghỉ của ông bà nội, nơi họ hàng có thể thường xuyên đến thăm viếng và chăm sóc.

## Album đã phát hành

### Với 1088
- Vol.1: Tình 1088 (2000)
- Vol.2: Bài ca tặng em (2001)
- Vol.3: Nụ hôn đầu tiên (2002)

### Album solo
- Album debutː Xót xa (2002)
- Vol.1: Thư cuối – Thôi ta chia tay (2003)
- Vol.2: Cơn mưa đêm – Hãy nói một lời (2003)
- Vol.3: Em có nhớ anh không (2003)
- Vol.4: Chiếc lá mùa đông (2004)
- Vol.5: Bởi tin lời thề - Bé mắt nhung (2005)
- Vol.6: Chuyện một người điên (2005)
- Vol.7: Bởi tin lời thề 2 (2006)
- Vol.8: Người ơi anh mong em (2007)
- Vol.9: Thế giới không hoàn hảo (2008)
- Album Dân Ca Trữ Tình: Đời bắt tép nuôi cò (2009)
- Vol.10: Bởi tin lời thề 3 (2009)
- Vol.11: Tình yêu và lý trí (2010)

### Album song ca với Cẩm Ly
- Single: Màu xanh trẻ thơ (2003)
- Anh cố quên em – Giọt nước mắt muộn màng (2004)
- Trái tim màu vàng (2004)

## Phim đã tham gia
- Về quê (2013) – vai Thoại